# Марчена (острів)
Марчена — острів та однойменний вулкан на ньому в архіпелазі Галапагоських островів.
Назва острова, острів Марчена (ісп. Isla Marchena), походить від імені іспанського ченця-францисканця Антоніо де Марчени.
Має площу 130 км 2 і максимальну висоту 343 метрів над рівнем моря.
Острів не призначений для відвідувачів, хоча навколишні води використовується аквалангістами під час організованих турів.
Зазвичай люди бачать острів, пропливаючи навколо північної частини Ізабели на шляху до острова Тауер.  Марчена є найближчим сусідом острова Тауер, близько 45 миль на захід. 
Як і багато інших Галапагоських вулканів, Марчена має кальдеру приблизно еліптичної форми, розміри якої 7 на 6 км має розміри, що в межах діапазону розмірів кальдери великих західних вулканів. Кальдера Марчени незвичайна тим, що майже повністю заповнена молодими лавами, частина яких розлилася по боках і вниз.  Найстаріший басейн лави був сформований 500 000 років тому. 

## Інші посилання
https://volcano.si.edu/volcano.cfm?vn=353080